# Friederike Charlotte av Brandenburg-Schwedt

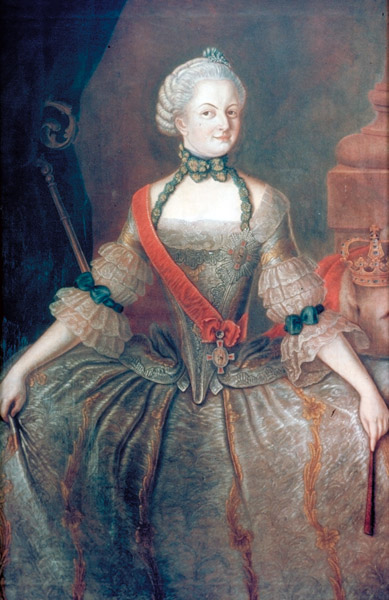
Friederike Charlotte av Brandenburg-Schwedt

Friederike Charlotte av Brandenburg-Schwedt, född den 18 augusti 1745, död den 23 januari 1808, var en tysk abbedissa och tysk-romersk furstinna som regerande abbedissa och monark av den självstyrande klosterstaten Herfords stift.
Friederike Charlotte hamnade i osäkra omständigheter efter sina föräldrars separation. Hon blev 1755 utnämnd till koadjutor och blivande efterträdare i Herford och tillträdde som dess furstabbedissa 1764. Hon höll ett påkostat hov och grundade 1790 en ny orden för klostrets medlemmar. 
Stiftets finanser var dock ansträngda, och trots att hon försvarade stiftets oberoende mot Preussens överhöghet tillsatte Preussen ändå en kommission för att undersöka korruptionen i staten 1798-99, och kränkte därmed hennes domsrätt i området. Domarna avklarades 1800. År 1802 sekulariserades stiftet och annekterades av Preussen, medan Friederike Charlotte mottog ett underhåll. 
Hon lämnade området då Napoleon I:s trupper närmade sig och sökte skydd i Altona, där hon senare avled.   